# Royal Canin

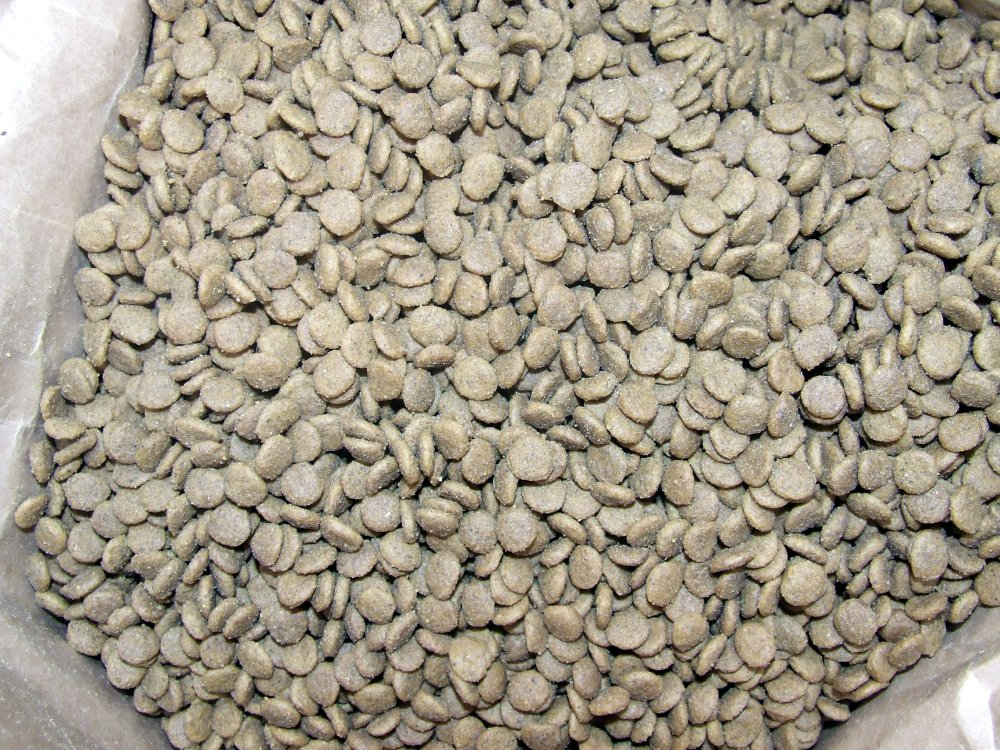
Royal Canin Medium Junior.

Royal Canin est un fabricant français et fournisseur mondial  de nourriture spécialisée pour chats et chiens premium. Il appartient depuis 2002 au groupe agroalimentaire américain Mars Incorporated. Son siège social se situe à Aimargues en France.

## Histoire
L'entreprise est fondée en 1968 dans un village du Gard en France, par le vétérinaire chirurgien Jean Cathary, né le 21 mai 1927 et décédé le 8 octobre 2012. Il dépose la marque « Royal Canin » le 4 janvier 1968 à la  CCI de Nîmes.
À partir de cas d'eczémas sur des chiens de ses clients, le Dr Cathary constate de manière empirique l'importance d'un aliment équilibré pour le chien contenant minéraux, vitamines et oligo-éléments. Il élabore alors une soupe floconnée à base de céréales. Après quelque temps, le Dr Cathary se passionnant pour cette nouvelle activité, abandonne son cabinet vétérinaire et se consacre à son industrie naissante.
Après une période pionnière où Royal Canin se développe principalement par le réseau des éleveurs, Royal Canin est rachetée en 1972 par Jean Guyomarc'h, fabricant breton d'aliment pour bétail. Débute alors une « nouvelle ère » dans la croissance de l'entreprise qui rentre dans une logique de structuration et de professionnalisation de son fonctionnement (industrialisation et internationalisation), sous l'impulsion de René Gillain, nommé par Guyomarc'h.
La société est acquise par Paribas Affaires Industrielles en 1990, puis par le groupe Mars Incorporated en 2002,.
En avril 2021, le fabricant ouvre son premier magasin éphémère dédié aux chats et aux chiens, "l’Atelier Félin" dans le quartier du Marais à Paris, puis un an plus tard, un magasin pérenne, également nommé "L'Atelier félin", boulevard Saint-Germain à Paris,.

## Présidents-directeurs généraux
- 1972-1994 : René Gillain[4]
- 1994-2004 : Henri Lagarde[4]
- 2004-2007 : Alain Guillemin[10]
- 2007-2014 : Jean-Christophe Flatin[11]
- 2014-2022 : Loïc Moutault[12]
- depuis 2022 : Cécile Coutens[13]

## Chiffres
- En 2017, les produits de la société auraient été distribués chez plus de 5000 cabinets de vétérinaires[14].
- L’entreprise compte, en 2018, plus de 7 150 salariés dans le monde et annonce un CA de 3,5 milliards d'euros.[réf. nécessaire]
- En 2021, Royal Canin emploie quelque 8 000 salariés dans le monde (dont 1.300 en France) et annonce un CA de 1,193 milliards €[15],[16].

## Partenariats
En 2017, la marque est l'un des partenaires de l'AFVAC (Association française des vétérinaires pour animaux de compagnie).
Depuis plus de 6 ans, elle est également le partenaire de la Société protectrice des animaux (SPA)'[réf. nécessaire].

## Royal Canin dans la culture populaire
Une publicité des années 1980, mettant en scène un berger allemand courant, tourné au ralenti au Lac du Salagou dans l’Hérault, sur le thème instrumental Chi Mai composé par Ennio Morricone, musique tiré du film Le Professionnel, est extrêmement populaire. 
Alain Chabat fait référence à cette publicité en 2002 en incluant une scène de poursuite au ralenti (avec Chi Mai en fond sonore) entre Idéfix et un légionnaire dans Astérix et Obélix : Mission Cléopâtre.

## Polémiques
En 2013, à la suite d'une polémique provoquée par le soutien des combats entre chiens et ours par sa filiale ukrainienne, la société annonce s'engager à aider la protection des ours en Ukraine,.
En 2017, la marque est citée dans un reportage de France 5, "Quelles croquettes pour nos bêtes?" et dans le livre "Ce Poison Nommé Croquette" de Jérémy Anso fustigeant notamment la qualité des produits de Hill’s Pet Nutrition et Royal Canin,.